# Dysstroma alba-effusa
Dysstroma alba-effusa är en fjärilsart som beskrevs av Müller 1930. Dysstroma alba-effusa ingår i släktet Dysstroma och familjen mätare. Inga underarter finns listade i Catalogue of Life.